# نيكول كينغ
نيكول كينغ (بالإنجليزية: Nicole King)‏ هي أحيائية أمريكية، ولدت في 1970.